# 2 (album Jucho)
"2" – debiutancki solowy album Justyny Jucho Chowaniak. Wydany 15 października 2024 roku. Singlem promującym wydanie jest utwór "Modlitwa". Początkowo płyta nie została udostępniona w streamingach.

## Lista utworów
( na podstawie materiału źródłowego)
- 1. „Modlitwa” – 3:22
- 2. „Święty Gniew” – 2:38
- 3. „Drogi Doktorze” – 2:54
- 4. „Stara” – 2:17
- 5. „Kokosem” – 3:06
- 6. „Oda od Ślimaka” – 2:42
- 7. „Oczy” – 2:34
- 8. „Drzewa” – 4:00
- 9. „Jednoręki Bandyta” – 3:54
- 10. „Parkuję Równolegle” – 2:06
- 11. „Dziada” – 2:20
- 12. „Płyń Córeczko” – 3:02
- 13. „Wiosenny” – 3:36

## Twórcy
- Justyna Chowaniak: teskty, muzyka, wokal, chórki, pianino, aranżacja, realizacja nagrań
- Mateusz Wadowski: kontrabas, chórki, aranżacja
- Mateusz Błaszczak: wiolonczela
- Kacper Budziszewski: gitara, talerze, ukulele, perkusjonalia, gitara elektryczna, pianino, aranżacja
- Jan Pieniążek: perkusja
- Kacper Malisz: skrzypce
- Olivia Bujnowicz-Wadowska: skrzypce
- Wiktoria Błaszczak: altówka
- Jakub Kluś: akordeon
- Bartosz Nazaruk: perkusja
- Tomasz Rafalski: pianino
- Michał Szczerba: waltornia
- Mikołaj Wojtczak: gitara basowa
- Maciej Sadowski: kontrabas
- Janusz Stokłosa: dyrygent (1 outro), aranżacja (11)
- Stanisław Słowiński: aranżacja, realizacja nagrań
- Jakub Krukowski: realizacja nagrań
- Tomasz Budkiewicz: realizacja nagrań
- Robert Szydło: master